# Sidi Bu Afif
Sidi Bu Afif (en árabe: سيدي بوعفيف‎, en francés: Sidi Bouafif) es una localidad marroquí cabecera del municipio de Aít Yusef U Ali, en la región de Tánger-Tetuán-Alhucemas. Desde 1912 hasta 1956 perteneció a la zona norte del Protectorado español de Marruecos.